# 土屋広次郎
土屋 広次郎（つちや こうじろう）は日本のバリトン歌手。東京都出身。

## 来歴・人物
東京藝術大学音楽学部声楽科卒業。同大学院修士課程独唱科修了。
大学院在籍中に二期会オペラスタジオ研究生としてオペラ演奏法の研鑚を積み、マスタークラス修了。
在籍中優秀者賞受賞。
ロータリー財団奨学生としてイタリア・ピアチェンツァへ留学。
元スカラ座コレペティのベレンゴに演奏法、発声法を元ソプラノ歌手アルダ・モルガンに学び、アーゾラ音楽祭に出演、ミラノ、マントヴァ、ヴェローナ、レヴィコ各地でオペラ、コンサートに出演。
オペラデビューは大学在学中に出演したメノッティ作曲「電話」。
当たり役である「フィガロの結婚」のフィガロ役では数多く主演。
女流講談師・神田紅による講談オペラなど新演出にも参加している。
2009年５月CD「大切なこと」をU.T.Oよりリリース。
平成12年度文化庁インターンシップ研修員

日本声楽協会アカデミー会員

二期会会員

フェリス女学院大学音楽学部演奏学科声楽 教授

## エピソード
- 両親の出身地である宮崎が大好きで、青島神社でコンサートを行うなど、現地での活動も頻繁に行っている。
- 親族に、女優の土屋太鳳や声優の土屋神葉、チアリーダーの土屋炎伽がいる。神葉は広次郎から声楽の指導を受けたこともある[1]。

## オペラ参加作品
- 「魔笛」のパパゲーノ、弁者
- 「コシ・ファン・トウッテ」のアルフォンゾ、グリエルモ
- 「ドン・ジョヴァンニ」のドン・ジョバンニ、レポレッロ
- 「フィガロの結婚」の伯爵
- 「椿姫」のジェルモン
- 「ラ・ボエーム」のマルチエッロ
- 「蝶々夫人」のシャープレス
- 「カルメン」のエスカミーリオ
- 「道化師」のシルビオ
- 「カヴァレリアルスティカーナ」のアルフィオ
- 「ジャンニ・スキッキ（狂言師・野村万之丞演出）」のマルコ
- 「仮面舞踏会」のシルバーノ
- 「タンホイザー」のビーテロルフ
- 「ハムレット」のホレーショ
- 「無口の女(日本初演)」のモルビオ
- 「恋愛禁制」のアンジェロ
- 「愛の白夜」の専治（カバー）

## 小劇場オペラ
- 「賢い女」のロバを連れた男
- 「奥様女中」のウベルト
- 「アマールと夜の訪問者」のメルヒオール
- 「泥棒とオールドミス」のボブ
- 「河童箪」の河童
- 「あまんじゃくとうりこひめ」のじっさ

- 新国立劇場、二期会、東京オペラプロデュース、東京室内歌劇場、日生劇場、などのオペラ団体で出演。

## コンサートソリストとしての活動
- ベートーヴェン「第九」
- カルミナ・ブラーナ
- 宗教曲バッハ「マタイ受難曲」（イエス・ピラト）
- バッハ「カンタータ」(元聖トーマス教会音楽監督ハンス＝ヨアヒム・ロッチュの指揮)
- モーツァルト「レクイエム」、「四季」「天地創造」などのソリストを務める。

- ソロ・リサイタルにおいては、毎年多様なテーマで行う

- キーロフ歌劇場首席ソプラノ歌手ミルトヴァとのジョイントコンサートなど内外のアーティストとも多数共演
- クラシックに留まらず、音楽劇「円仁」では円仁役（主演・NHKにおいて放送）
- ポップスでは白鳥英美子と共演、また、ジャズ、タンゴをバイオリン、ベースとのトリオ演奏する「リメンブランス」を結成するなど幅広いジャンルのコンサート活動をしている。